# العرب الفرس
العرب الفرس (الفارسية: عرب های پارسی) هم أشخاص من أصول عرب وفارسية مختلطة. تاريخياً، كانت الزيجات بين العرب والفرس شائعة في إيران الكويت العراق البحرين، وكذلك في لبنان سوريا، وإن كان بدرجة أقل.

## التاريخ

### شبه الجزيرة العربية وبلاد فارس قبل الإسلام
في شبه الجزيرة العربية قبل الإسلام، عاش العديد من العرب في المجال الثقافي لبلاد فارس، وبالتالي استخدموا اللغة الفارسية لغةً مكتوبة لهم. أُشير إلى هؤلاء باسم العرب الفرس. في عهد الإمبراطورية الساسانية، كان هناك مجتمع عربي فارسي بارز يُدعى "الأبناء". يشير المصطلح إلى أي شخص ولد لأمٍ عربية وأبٍ فارسي في خضم الحروب الحبشية الفارسية؛ وكان من الشائع بشكلٍ خاص أن يتزوج الجنود الفرس من النساء العربيات خلال هذا الوقت، حيث كان الجيش الساساني محاصراً في جميع أنحاء جنوب شبه الجزيرة العربية من أجل صد إمبراطورية الأكسوميين من المنطقة.

### ظهور الإسلام والفتح العربي لبلاد فارس
في فترة انتشار الإسلام في الجزيرة العربية، برز الصحابي سلمان الفارسي، وكان فارسياً عرقياً من رامهرمز . كان في الأصل زرادشتياً ، وكان مسيحياً عندما التقى محمد في مدينة يثرب.  وبعد أن صادق محمداً، اعتنق الإسلام ، فأصبح من أبرز الصحابة غير العرب.
بعد الفتح الإسلامي لبلاد فارس، بدأ الفرس بدورهم في استخدام اللغة العربية لغةً مكتوبةً إلى جانب اللغة الفارسية. كان العديد من العلماء والفلاسفة المسلمين المشهورين في عهد الخلافة العباسية من الفرس الذين كتبوا أعمالهم العلمية باللغة العربية بينما استمروا في كتابة الأعمال الأدبية والشعر باللغة الفارسية - من أبرزهم ابن سينا وعمر الخيام .     

## التعريف
نادراً ما يستخدم مصطلح "عربي فارسي" وصفاً لذاته. يميل معظم الأشخاص إلى تحديد هويتهم على أنهم إما فارسيون أو عرب، ويعتبرون أنفسهم أعضاء في مجموعة عرقية واحدة فقط، ولكنهم في الوقت نفسه يدركون خلفيتهم المختلطة. بالنسبة للعديد من الأشخاص، فإن العامل الأكثر أهمية في تحديد هويتهم هو الدولة ذات السيادة التي يعيشون فيها أو التي جاء منها أسلافهم الحديثون.

## المجتمعات

### إيران
يعيش العرب والمتحدثون باللغة العربية جنباW إلى جنب مع الفرس بشكل أساسي في مناطق خوزستان وبوشهر وهرمزجان وخراسان في إيران. توجد علاقات زواج مختلط بين العرب الإيرانيين والفرس الإيرانيين.   يوجد أكثر من مليون سيد إيراني من أصل عربي، لكن معظمهم فارسيون ومختلطون ويعتبرون أنفسهم فارسيين وإيرانيين اليوم.  هاجر أغلب السادة إلى إيران من البلاد العربية بشكل رئيسي في القرنين الخامس عشر والسابع عشر خلال العصر الصفوي . عمل الصفويون على تغيير المشهد الديني في إيران من خلال فرض المذهب الشيعي الإثني عشري على السكان. وبما أن معظم السكان اعتنقوا الإسلام السني، وكانت النسخة المتعلمة من المذهب الشيعي نادرة في إيران في ذلك الوقت، فقد استورد إسماعيل الصفوي مجموعة جديدة منعلماء الشيعة الذين كانوا في الغالب من السادة من المراكز الشيعية التقليدية في الأراضي الناطقة بالعربية، مثل جبل عامل (في جنوب لبنان)، وسوريا ، والبحرين ، وجنوب العراق للمساعدة على إيجاد رجال دين للدولة. عرض عليهم الصفويون الأرض والمال مقابل الولاء. 

### البحرين
تعود الهجرة الفارسية إلى البحرين إلى أيام الإمبراطورية الفارسية الساسانية والأخمينية، على الرغم من وجود هجرة مستمرة في العصر الحديث منذ مئات السنين.  هجرة الشيعة الناطقين بالفارسية إلى البحرين دائمة. 
عام 1910، موّلت الجالية الفارسية مدرسة خاصة هي مدرسة الاتحاد، وكانت تدرس اللغة الفارسية إلى جانب مواد أخرى.  وفي سوق المنامة ، كان العديد من الفرس يتجمعون في حي مشبير. ومع ذلك فقد استوطنوا في مناطق أخرى مع تطور المدن الجديدة وتوسع القرى في عهد عيسى بن سلمان آل خليفة. واليوم، يتمركز عدد كبير منهم في المناطق الشيعية في المحرق والمدن الشيعية الحديثة في جزيرة البحرين .

### العراق
في سبعينيات القرن العشرين، نفى صدام حسين ما بين 350 ألفاً إلى 650 ألفًا من العراقيين الشيعة من أصل إيراني (ويطلق عليهم أيضاً العجم ).  الفرس العراقيون يتبعون المذهب الشيعي. للفرس تاريخ طويل في العراق، يعود تاريخه إلى ما قبل الفتح الإسلامي لفارس في القرن السابع.

### لبنان
الخليط العربي الفارسي شائع في الواقع بين الشيعة اللبنانيين، وقد انتهى الأمر بالعديد من الإيرانيين في لبنان واللبنانيين في إيران إلى الزواج من بعضهم البعض والاستقرار. يختلط العديد من المسلمين الشيعة البارزين من لبنان بالفرس.

### سوريا
في سوريا ، يوجد مجتمع صغير من العرب الفرس في المناطق ذات الأغلبية العلوية/النصيرية، معظمهم في اللاذقية وطرطوس ، والباقي في دمشق .